# تافابورول
تافابورول (Tavaborole؟، الذي يباع تحت الإسم التجاري كيريدين (Kerydin)، هو دواء مضاد للفطريات يستخدم لعلاج الالتهابات الفطرية للأظافر .  يتم استخدامه عن طريق وضعه على الظفر المعني.  وتدعم الأدلة استخدامه في الأمراض الخفيفة إلى المتوسطة. 
قد تشمل الآثار الجانبية لهذا العقار على: تهيج الجلد و ظهور الظفر المغروس في اللحم .  يعمل عن طريق تثبيط إنزيم leucyl-tRNA synthetase ، الضروري للفطريات لإنتاج البروتين. 
تمت الموافقة على تافابورول للاستخدام الطبي في الولايات المتحدة في عام 2014.  في الولايات المتحدة، يبلغ سعر 10 مل من المحلول حوالي 1600 دولار أمريكي اعتبارًا من عام 2021.  كما أنه متاح في كندا ولكن ليس في أوروبا اعتبارًا من عام 2018. 